# Ivanečki Vrhovec
Ivanečki Vrhovec – wieś w Chorwacji, w żupanii varażdińskiej, w mieście Ivanec. W 2011 roku liczyła 307 mieszkańców.